# Karl Reinisch

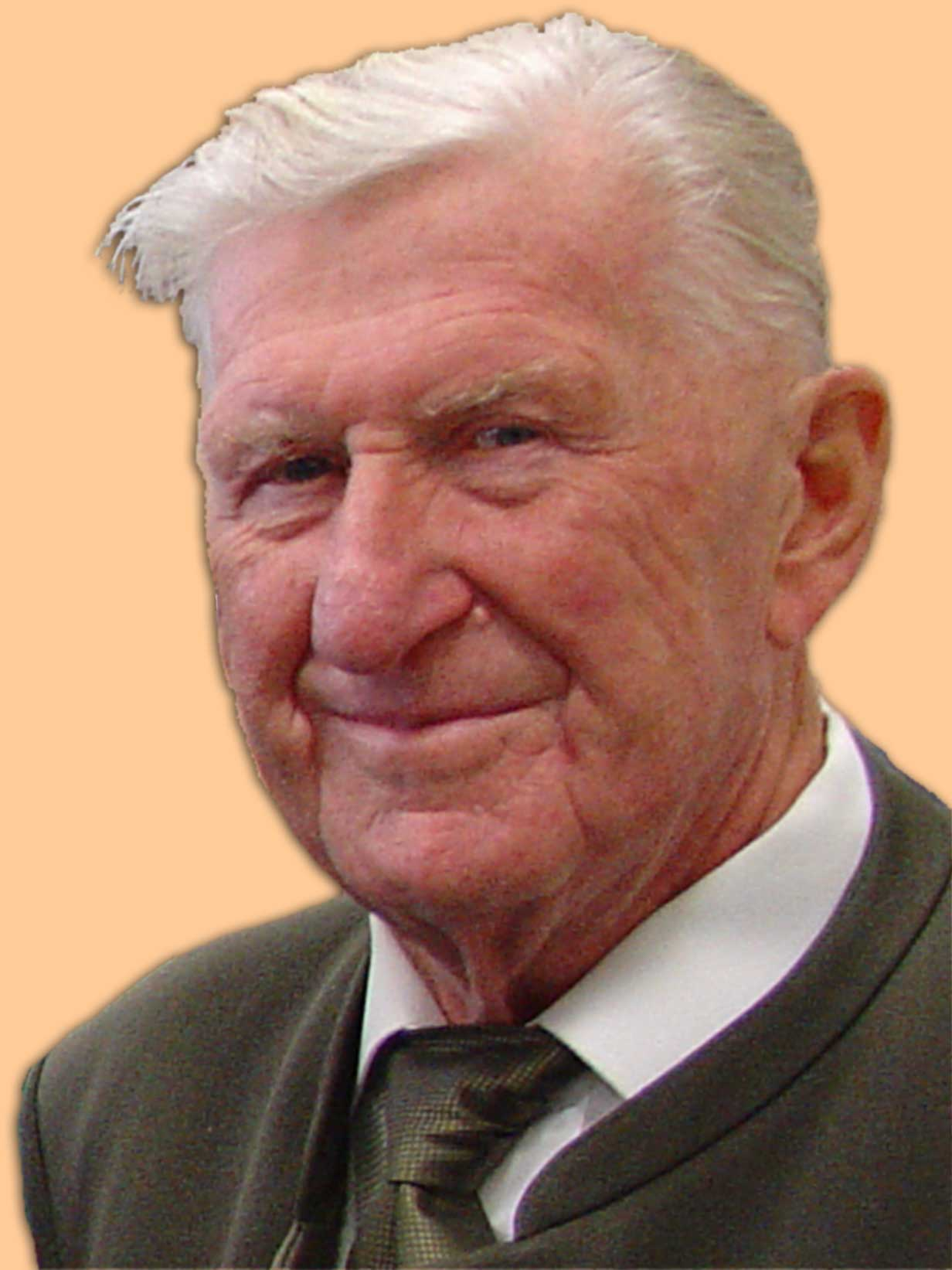
Karl Reinisch

Karl Reinisch (* 21. August 1921 in Dresden; † 24. Januar 2007 in Ilmenau) war ein deutscher Elektroingenieur und Professor für Regelungstechnik in Ilmenau. Unter seiner Leitung wurden tragfähige Grundlagen für die Automatisierungs- und Systemtechnik als Bestandteile der technischen Kybernetik an der Technischen Universität Ilmenau geschaffen. Auch war er langjährig bei der internationalen Föderation für Wissenschaft und Technik von Automatisierung und Regelung, der International Federation of Automatic Control (IFAC) aktiv.

## Leben
Karl Reinisch erhielt 1940 sein Abitur und diente die folgenden fünf Jahre im Zweiten Weltkrieg. Von 1946 bis 1950 studierte Elektrotechnik in der Richtung Schwachstromtechnik an der Technischen Hochschule Dresden, unter anderem bei Professoren wie Heinrich Barkhausen und Georg Mierdel. Letzterer überzeugte Reinisch, sich mit Regelungswissenschaften zu befassen. Direkt nach dem Studium wurde er Assistent, später Oberassistent für Allgemeine Elektrotechnik und hatte von 1951 bis 1953 einen Lehrauftrag für Theoretische Elektrotechnik.  Weitere Lehrerfahrungen sammelte er in Magdeburg im Fach Regelungstechnik, wo auch die von ihm unterstützte Gründung eines Instituts für Regelungstechnik vorbereitet wurde (Beauftragter: Heinrich Wilhelmi).
Die 1957 von Reinisch verfasste Dissertation mit dem Thema „Zur Strukturoptimierung linearer stetiger Regelkreise“ gilt als die erste regelungstechnische Dissertation in der DDR. Im gleichen Jahr wurde durch die Deutsche Akademie der Wissenschaften (DAW) zu Berlin eine Arbeitsstelle für „Regelungs- und Steuerungstechnik“ in Dresden gegründet (Leiter: Heinrich Kindler). Hier übernahm Karl Reinisch den Aufbau und die Leitung der Abteilung „Elektrische Regelungssysteme“ neben den anderen beiden Abteilungen „Nichtelektrische Regelungssysteme“ (Leiter: Heinz Töpfer) und „Schaltsysteme“ (Leiter: Siegfried Pilz).
1960 wurde er an die Hochschule für Elektrotechnik Ilmenau, die spätere TH Ilmenau und heutige TU Ilmenau, berufen, wo er an der Fakultät für Schwachstromtechnik das neue Gebiet der Regelungstechnik entwickelte. 1965 legte er seine Habilitation an der TU Dresden ab und wurde im gleichen Jahr zum ordentlichen Professor der TH Ilmenau ernannt. Im Jahre 1968 folgte ihm auch Siegfried Pilz von der Akademie in Dresden nach Ilmenau auf den Lehrstuhl Informationstechnik, sein Nachfolger in Dresden wurde Hans-Joachim Zander.
Im Rahmen der Hochschulreform 1968 wurden auf Initiative von Karl Reinisch vier Institute in der neu gebildeten Sektion für Technische und Biomedizinische Kybernetik zusammengeführt. Das von ihm aufgebaute Institut für Regelungstechnik und den 1968 daraus hervorgegangenen Fachbereich Automatische Steuerung leitete er bis zu seiner Emeritierung im Jahr 1986. Seine Arbeiten erstreckten sich besonders auch auf nicht-technische Systeme. In den 1970er Jahren begann er mit Lehre und Forschung zur Dynamik und Simulation ökologischer Systeme, wie später das darauf aufbauende TU-Fachgebiet benannt wurde, das den Umweltsystemwissenschaften zuzurechnen ist. – Für seine Leistungen wurde ihm 1987 die Ehrendoktorwürde der TU Dresden verliehen.
Auch nach seiner Emeritierung war Reinisch wissenschaftlich aktiv. 1995 wurde er ordentliches Mitglied der Akademie gemeinnütziger Wissenschaften zu Erfurt. Noch bis 1996 hielt er an der Technischen Universität Ilmenau Vorlesungen für das Institut Automatisierungs- und Systemtechnik. Aus dem Umfeld von Reinisch sind auch zahlreiche Professoren hervorgegangen: Ulrich Engmann, Manfred Günther, Tatjana Lange, Jan Lunze, Rainer Müller, G. Otto, H. Puta, Michael Roth, Josef Sponer, Günter Stein, Jürgen Wernstedt u. a.
Seine Ausstrahlung ging weit über das Fachliche hinaus, beispielsweise bei den von ihm organisierten, ökumenischen Vortragsveranstaltungen zu philosophischen und religiösen Fragen. Sie fanden zur Zeit der DDR in Räumen seiner Kirchgemeinde statt und führten Vertreter unterschiedlichster Richtungen zusammen. In der Zeit der friedlichen Revolution von 1989 und danach waren sein Rat und seine Mitwirkung auch in weit größerem Rahmen gefragt. Am 24. Januar 2007 starb Karl Reinisch nach langer, schwerer Krankheit im Alter von 85 Jahren.

## Leistungen
Karl Reinisch begründete eine systemtechnisch geprägte Regelungstechnische Schule (im Sinne der Kybernetik nach Norbert Wiener). Schwerpunkt seiner Arbeit war die optimale Führung komplexer Prozesse in dezentralen, insbesondere hierarchischen Strukturen mit bevorzugten Anwendungen in der Wasserwirtschaft (Talsperren-Steuerungen) und in der Landwirtschaft.
Er wirkte über 15 Jahre hinweg als Vertreter der Wissenschaftlich-Technische Gesellschaft Mess- und Automatisierungstechnik (WGMA) der Kammer der Technik in verantwortlichen Funktionen der International Federation of Automatic Control (IFAC). Mit seiner Emeritierung 1986 wurde Reinisch als Hervorragender Hochschullehrer ausgezeichnet. Ab 1989 wirkte Karl Reinisch bei der Evaluierung und strukturellen Umwandlung der Technischen Hochschule Ilmenau zur Technischen Universität Ilmenau mit.

## Veröffentlichungen (Auswahl)
- Kybernetische Grundlagen und Beschreibung kontinuierlicher Systeme. Verlag Technik, Berlin 1974. (3. Auflage 1996, ISBN 3-341-01167-6).
- Als Hrsg.: Large scale systems - theory and applications. IFAC symposia series 9, 1990.
- Analyse und Synthese kontinuierlicher Steuerungs- und Regelungssysteme. Verlag Technik, Berlin 1996, ISBN 3-341-01167-6.
- Theorie der automatischen Steuerung. In: Eugen Philippow (Hrsg.): Taschenbuch der Elektrotechnik. Band 2, Verlag Technik, Berlin/Carl Hanser Verlag, München 1977.